# Margarita Kuprijanowa
Margarita Grigorjewna Kuprijanowa (ros. Маргарита Григорьевна Куприянова ; ur. 1924, zm. 2005) – radziecka aktorka filmowa i głosowa. Zasłużona Artystka RFSRR (1962).
Pochowana na Cmentarzu Przemienienia Pańskiego w Moskwie.

## Wybrana filmografia

### Role głosowe
- 1954: Królewna żabka jako Królewna Wasylisa Przecudna
- 1961: Cebulek jako Cebulek

## Odznaczenia
- Zasłużony Artysta RFSRR (1962)
- Ludowy Artysta Federacji Rosyjskiej (1992)[2]